# Wenden Lofts
Pour les articles homonymes, voir Wenden.
Wenden Lofts est un village et une paroisse civile de l'Essex, en Angleterre.